# مارتين كينغ
مارتين كينغ (بالإنجليزية: Martyn King)‏ (23 أغسطس 1937 ببرمنغهام في المملكة المتحدة - 25 ديسمبر 2019) هو لاعب كرة قدم بريطاني في مركز الهجوم. لعب مع كولتشستر يونايتد ونادي ريكسهام.